# Vilecha
Vilecha es una localidad española, perteneciente al municipio de Onzonilla, en la provincia de León, inserta en el área del Alfoz de León, en la comunidad autónoma de Castilla y León.

## Situación
Está situada sobre la Presa del Bernesga que vierte sus aguas al Río Bernesga, poco después de su confluencia con el río Torio. 
Comparte término municipal con los pueblos de Onzonilla, Torneros del Bernesga, Antimio de Abajo, Sotico y Viloria de la Jurisdicción.
Los terrenos de Vilecha limitan con los de Trobajo del Cerecedo y León al norte, Santa Olaja de la Ribera al noreste, Castrillo de la Ribera al este, Marialba de la Ribera y Sotico al sureste, Torneros del Bernesga al sur, Onzonilla, Villanueva del Carnero y Ribaseca al suroeste, Santovenia de la Valdoncina y Quintana de Raneros al oeste y Villacedré y Armunia al noroeste.

## Clima
El clima de Vilecha es mediterráneo continentalizado, si bien está algo suavizado en los veranos por la cercanía a la cordillera Cantábrica.
Las precipitaciones están repartidas, como es habitual en el clima mediterráneo continental, de forma muy irregular a lo largo del año, con mínimos en la época estival y máximos durante primavera y otoño. La precipitación media anual es de 556 mm. Vilecha disfruta al año de 2624 horas de sol al año y de 78 de lluvia, además de 16 de tormenta.
Las temperaturas son frescas, con una media anual de 10,9 °C, con inviernos fríos, siendo frecuentes las heladas (74 días de helada de media al año). La nieve hace acto de presencia en Vilecha durante 16 días de media al año, si bien las grandes nevadas no son frecuentes. El verano es caluroso, suavizado por la altitud de la ciudad, con temperaturas máximas que rondan los 27 °C.

## Historia
El topónimo Vilecha, según apuntan los estudiosos, podría tener un origen vasco: Villa de Eitam; para otros, los más, Villecha derivó en Vilecha (por disimilación de la palatal) de un originario Villa Ecta.
El nombre de Vilecha no es, según se ha dicho, un compuesto de Villa Enesta, Villa Eneca, de enecto, que significa matar, abrumar, hacer morir, desaparecer, quizá como villa de matarifes de los ganados para aprovisionamiento de la ciudad. 
Fue una localidad de realengo, de la Jurisdicción de León y por ello no pagaba impuesto por establecimiento de suelo. 
Tuvo cuatro molinos harineros, uno de ellos de la Comunidad del Ziento, otro del monasterio de San Claudio, y dos del Real Convento de San lsidoro. 
Las propiedades que tenían las instituciones eclesiásticas locales pertenecían a las cofradías de Nuestra Señora de la Asunción, de la Vera Cruz y de Las Ánimas, además de la rectoría y la iglesia.
Durante todo el siglo XX y, de manera más acentuada, su segunda mitad, Vilecha se ha consolidado como uno de los más importantes asentamientos del alfoz de León.
Perteneció a la antigua Hermandad de Infantado.

## Demografía
La población de Vilecha es de 965 habitantes (2020), por lo que se trata del mayor núcleo de población de su Ayuntamiento (Onzonilla).
| 2000 |  | 2002 |  | 2004 |  | 2006 |  | 2008 |  | 2010 |  | 2020 |
| ---- |  | ---- |  | ---- |  | ---- |  | ---- |  | ---- |  | ---- |
| 645  |  | 683  |  | 708  |  | 722  |  | 779  |  | 813  |  | 965  |

## Economía
Aunque hubo un tiempo en que la economía de Vilecha se fundaba en la agricultura y la ganadería, hoy la construcción y los servicios son sectores clave para la población. No hay que olvidar que en Vilecha se encuentra el polígono industrial que da trabajo a muchos de sus habitantes. Empresas líderes en el marco nacional e internacional tienen su sede en Vilecha.

## C. R. A. Cerecedo
Las escuelas están situadas en la zona polideportiva del pueblo. El edificio se inauguró en 2010, en el curso Escolar 2010/2011.
Gracias al apoyo del ayuntamiento de Onzonilla y de la Junta Vecinal de Vilecha, se están convirtiendo en unas escuelas adaptadas a los nuevos tiempos.

## Cultura

### Patrimonio
Iglesia Cátedra de San Pedro
La visita a la iglesia sorprende por la gran cantidad de arte que atesora y sus grandes proporciones.
El pórtico presenta una portada rectangular con jambas y dintel renacentistas y una bóveda octogonal de tallado artesonado. La puerta principal es de piezas de madera ensambladas.
La planta, de cruz latina y una gran bóveda de cúpula semiesférica de 14 metros de alta sobre el crucero.
En la capilla central hay:
- Un retablo neoclásico.
- Un Cristo en lo alto de talla del XVII.
- Un San Pedro de gran bulto. En un lugar preferente, el sedente y policromado del XVII.
- Un precioso sagrario de madera pintado a panel de oro con columnas corintias y tallado en su puerta con un relieve de la Resurrección.
- Dos grandes candelabros de madera de nogal tallados, sobre el presbiterio, que son auténticas joyas de gusto y valía.

En el retablo derecho del crucero, churrigueresco, hay:
- Un cuadro de San Antonio Abad.
- Una bellísima talla de la Asunción de la Virgen policromada, del XVIII. Es la imagen de la antigua “cofradía de la Asunción”, aunque popularmente la denominan del Rosario, porque le han colgado un rosario.

En el muro lateral derecho se muestra un retablo del XVIII con:
- Una Dolorosa vestida.
- Una pila para tomar agua bendita tallada en piedra.

En el muro izquierdo en su retablo barroco hay un Cristo del siglo XVIII.
Atrás, en lo que fue baptisterio, está su gran pila de piedra tallada, de una sola pieza, del siglo XVIII.
El campanario se remata con las dos más grandes campanas del contorno y una escalera de caracol, con 74 escalones de roble:
Una de un metro de diámetro de boca y de forma romana con cenefa vegetal, fabricada por Quintana de Saldaña en 1993.
Otra de 91 cm. También fabricada por Quintana de Saldaña 1991 y de forma romana con cenefa vegetal.

### Traje típico
El traje típico de los hombres en Vilecha, comúnmente se formaba con los siguientes aparejos:
Unos pantalones, que normalmente eran de estameña o paño y podían ser cortos (por debajo de la rodilla) o largos. Con los cortos se ponían unas polainas para proteger las piernas del frío, que eran del mismo material que los pantalones y llevaban botones por el lado externo.
Una camisa de lino blanco con abertura hasta el pecho, pudiendo ser lisa o con bordados en puño y cuello.
Un chaleco, igual que los pantalones, era de estameña o paño, con solapas y muy trabajado en las ojaleras.
Una capa para resguardarse del frío. Las capas de vestir, por ser más propias para fiestas o para actos sociales, eran de un paño más fino.
El sombrero remataba, de fieltro negro, para proteger del sol y el frío.
Una faja de lana protegía el vientre, roja o de otros colores.
El traje típico de las mujeres en Vilecha, constaba principalmente de:
1. Una saya, plisada o un manteo. Las sayas solían ser negras o rojas y los manteos toman una gran variedad de colores, desde el negro hasta el rojo, pasando por los verdes, amarillos, azules,... pero con poca o ninguna pedrería.
2. El mandil se colocaba sobre esta saya, que por lo general era muy largo y con mucho vuelo.
3. Una chambra o blusa que, en la mayoría de los casos, era negra.
4. Un pañuelo o chal sobre la blusa. Los pañuelos eran de merino, estampados en flores o bien del ramo, el chal solía ser bordado y muy apreciado y ambos en vivos colores.
5. Otro pañuelo para la cabeza, que por lo general era de merino y también estampado en vivos colores.

### Fiestas
En Vilecha se celebran las siguientes fiestas:
- San Pedro en enero.
- San Isidro en mayo.
- Pascua de Pentecostés.
- Gran Fiesta del Veraneante.

### Gastronomía
Vilecha tiene una rica gastronomía local en la que cabe destacar su cocido, su potaje, sus sopas de ajo, sus mazapanes y sus pastas caseras que en su receta bien merecerían el apellido “pastas a la costumbre de Vilecha”.